# Naftule Brandwein
Naftule Brandwein (1884 nebo 1889 – 1963) byl klezmerový klarinetista.

## Život
Narodil se v Haliči (rodiště je v pramenech uváděno jako Przymyz, Promishlan, Przemyslany, s největší pravděpodobností se jedná o Přemyšl [zdroj⁠?!]) v rodině Peysekha Brandweina, houslisty, badkhna (svatebního baviče) a šéfa rodinné kapely, v níž se uplatnila většina synů z jeho početné (měl třináct dětí) rodiny (jedním z jeho vnuků je i Leopold Kozlowski, dlouholetý dirigent varšavského jidiš divadla).
Naftule Brandwein odešel roku 1908 do USA, kde záhy získal pověst jako výrazný a specifický klarinetista. Spolupracoval s orchestry Abeho Schwartze a Josepha Cherniavského, se kterými od roku 1909 nahrával. Těžiště jeho aktivity vyvrcholilo v letech 1922 až 1927, kdy se svou skupinou (na trombon v ní hrál Luis Spielman, na bicí Mookie Brandwein a další hudebníci na housle a klavír) nahrál pro firmu Victor 24 desek. Poslední nahrávky pocházejí z roku 1941. Do velké míry to způsobila nejen hospodářská krize 30. let, která zredukovala zájem o poslech hudby vůbec, ale i pokles zájmu židovských (ale i polských, ukrajinských, ruských, cikánských a rumunských) posluchačů, pro něž klezmorin také vydatně hrávali, o klasický klezmer ve prospěch jazzu a amerikanizované populární hudby, ale hlavně Brandweinova příliš veliká záliba v alkoholu.

## Dílo
Styl hry Brandweina bývá dáván do protikladu Tarrasovu (ten proslul jako veliký technik, sofistikovaný instrumentalista, ale i jako i univerzálnější hráč) a charakterizován jako rustikální a živočišný. Jednoznačné je to, že poznat Brandweina lze po několika taktech. K nejznámějším jeho snímkům patří Heiser Bulgar, Wie Bist Die Gewesen Vor Prohibition?, Kleine Princessin či Der Yid in Jerusalaim, které patří dodnes k oblíbeným repertoárovým kouskům značného počtu klezmerových klarinetistů. Většina Brandweinových snímků je obsažena na profilovém disku King of the Klezmer Clarinet (editor Henry Sapoznik), další - od jinud neznámé snímky - (snad až pět) můžeme slyšet na zvukovém průvodci historií klezmeru Oytstres – Treasures. Klezmer Music 1908 – 1996, který připravila dvojice historiků žánru Joel Rubin a Rita Ottens jako přílohu své knihy, v českém překladu nazvané Klezmeři. Další antologie (s jednou výjimkou nahrávky orchestru A. Schwartze na CD Klezmer Music 1910 – 1942) vesměs nabízejí snímky známé ze Sapoznikovy edice.

## Výběr z diskografie
- Naftule Brandwein. King of the Klezmer Clarinet, Rounder 1997
- Oytstres – Treasures. Klezmer Music 1908 – 1996, Wergo 1999 (čtyři snímky jeho kapely, dva snímky jsou však uvedeny dohromady v jednom tracku, ve snímku Cherniavského bandu je jeho účast pouze pravděpodobná )
- Klezmer Music 1910 – 1942, Global Village Music 1996 (jeden snímek s vlastním bandem,druhý s orchestrem Abe Schwartze)
- Jackie Jazz´em Up. Old Time Klezmer Music 1912 - 1926, Global Village Music 1984/ 1993 (jeden snímek s vlastním orchestrem)
- Klezmer Pioneers. European And American Recordings 1905 – 1952, Rounder 1993 (jedna nahrávka Brandweinovy skupiny)
- Music from the Yiddish Radio Project, Shanachie 2002 (dva snímky Brandweinova souboru)